# Gonomyia (Leiponeura) pallidisignata
Gonomyia (Leiponeura) pallidisignata is een tweevleugelige uit de familie steltmuggen (Limoniidae). De soort komt voor in het Oriëntaals gebied.